# Вільям Табмен
Вільям Ваканарат Шадрак Табмен — державний і політичний діяч держави Ліберія, а також її президент у 1944—1971 роках.

## Життєпис
Народився у сім'ї американо-ліберійців у м.Харпер 29 листопада 1895 р. Освіту отримав у семінарії Кейп-Пальмас і в коледжі Каттінгтона (Ліберія). У 1917 р. почав приватну адвокатську практику в м. Харпер, потім перейшов на державну службу. В 1924—1931 і 1934—1937 рр. — сенатор, у 1938—1943 рр. — член Верховного суду Ліберії. З 3 січня 1944 до смерті у 1971 р. — президент Ліберії. Був керівником Партії справжніх вігів, що була правлячою в Ліберії з 1878 до 1980. Прийшовши до влади, проголосив «політику відкритих дверей» — курс реформ, покликаних прискорити економічний розвмток Ліберії. Також проводив демократичні реформи — так звану «політику об'єднання», спрямовану на подолання нерівності між вихідцями з США — американо-ліберійцями і корінним населенням. Табмен виступив проти назви — «американо-ліберійці», заявивши що в країні живе один народ — ліберійці. В 1945 р. було надано виборчі права чоловікам з числа корінного населення, щоправда обмежені майновим цензом, а 1947 і жінкам. Економічні реформи сприяли притоку іноземного капіталу, насамперед американського. Помер 23 липня 1971 р.